# Obelisco Bendegó
O obelisco Bendegó é um monumento localizado na Estação Ferroviária do Jacurici, um povoado do município de Itiúba, no estado brasileiro da Bahia. O obelisco foi instalado para celebrar a expedição de transporte do Meteorito de Bendegó, durante o Segundo Império.

## História

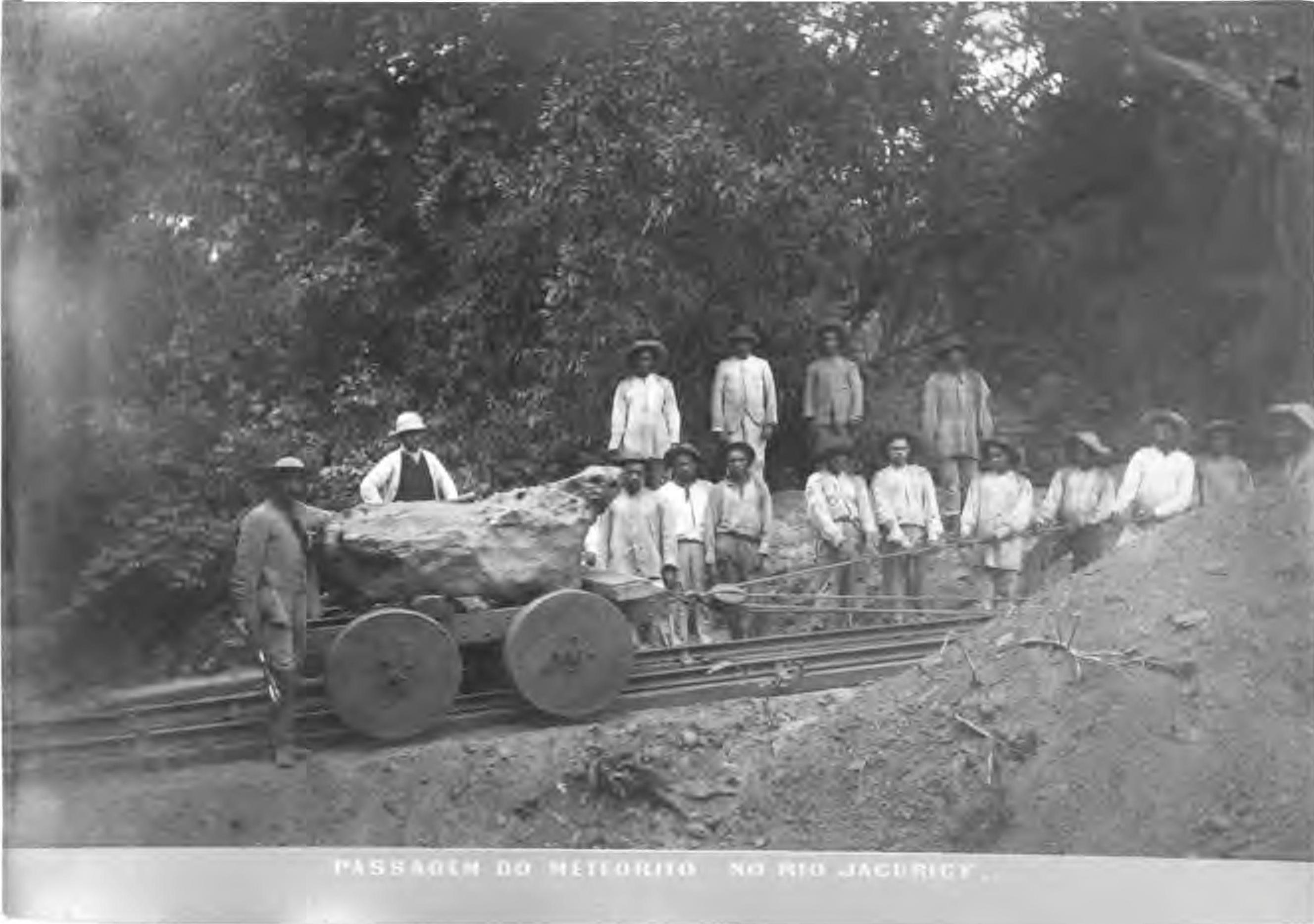
Passagem do meteorito no rio Jacurici.

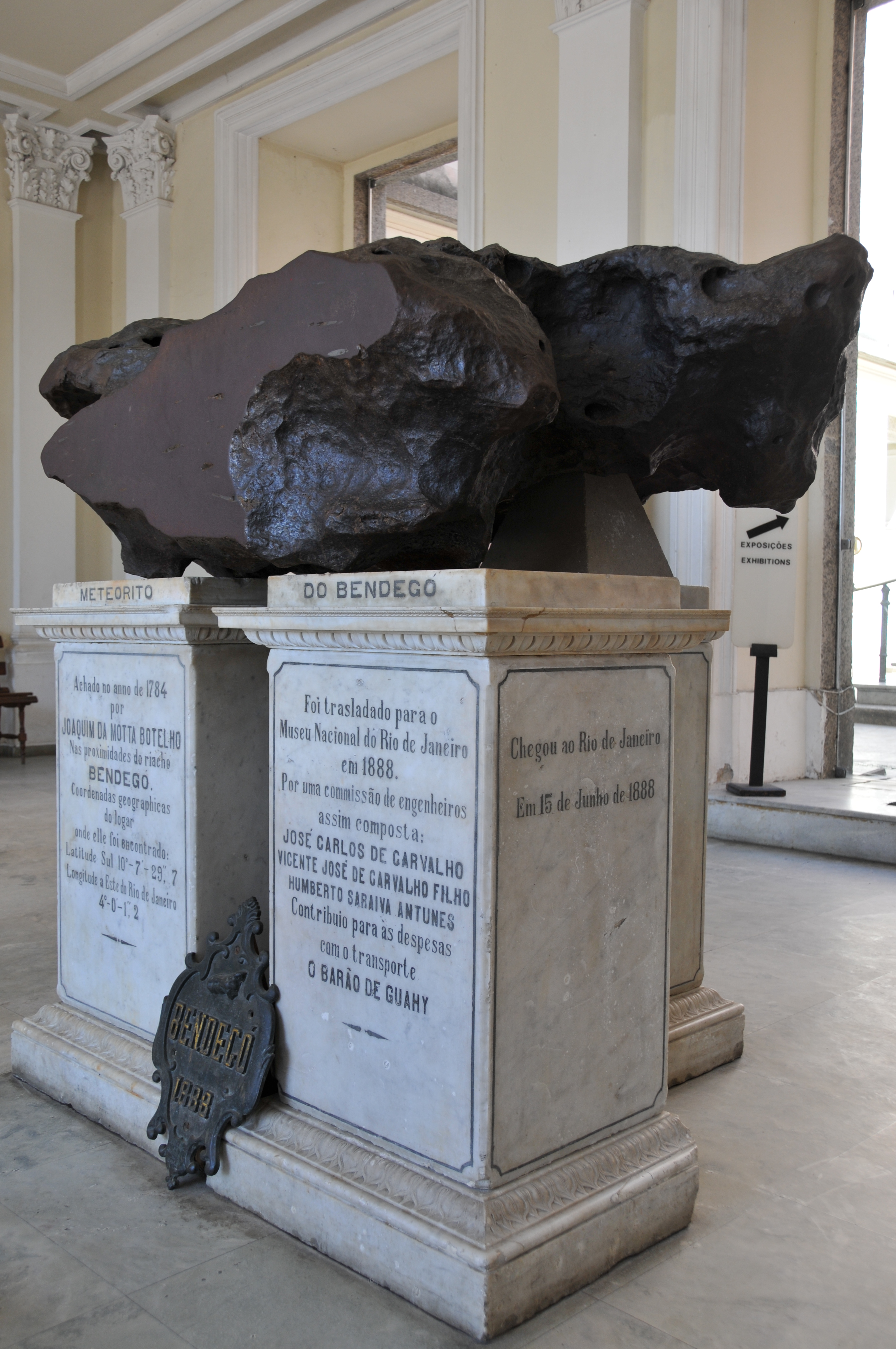
Meteorito Bendegó exposto no Museu Nacional

O monumento, do gênero arquitetônico de obelisco, foi feito pela Marinha do Brasil em 1888 em celebração aos feitos pela engenharia da expedição para remoção do Meteorito do Bendegó, o maior meteorito encontrado no Brasil.
Em face disso, o obelisco foi construído na estação ferroviária, via pela qual o meteorito foi transportado para uma curta exposição em Salvador e, em seguida, para o Rio de Janeiro para integrar o acervo do Museu Nacional.

Em junho de 1888, a Revista de Engenharia noticia:
"O lugar onde embarcou com o meteorolitho na estrada de ferro ficou assinalado com um marco de pedra. Este marco que tomou o nome do Barão de Guahy, em homenagem ao serviço prestado por elle á Sociedade de Geographia, tem a forma de um obelisco de quatro metros de altura, de uma só peça de granito branco, assente sobre uma base de porphiro."
A Revista de Engenharia cita que houve uma missa de inauguração do monumento, e que foi depositada em sua sua fundação uma caixa contendo uma cópia do termo de inauguração; um exemplar de um boletim da Sociedade de Geografia do Rio de Janeiro, que trazia memórias do transporte do meteorito; e diversos jornais que noticiavam o decreto da Lei Áurea, que extinguia a escravidão no Brasil, a qual foi promulgada apenas três dias antes da instalação do obelisco.
O obelisco contém placas de identificação em bronze com o grifo do Arsenal de Marinha. Constam as seguintes inscrições, que mencionam figuras políticas e engenheiros que contribuíram para o transporte do meteorito, conforme o português corrente na época:
- Placa voltada para a frente da estação: "No anno de 1888 neste lugar embarcou com destino ao Muzeu Nacional o meteorolitho Bendegó, descoberto nessa província em 1784".
- "O Barão de Guahy fez as despezas com o transporte do meteorolitho Bendegó para o Muzeu Nacional"
- "S.G.R. Visconde de Paranaguá Presidente 1888"
- "Je. Carlos de Carvalho, chefe da Comissão encarregada de transportar o meteoritho Bendegó para o Muzeu Nacional"
- "D.P.II."
- "Cons°. Rodrigo Augusto da Silva, Ministro d'Agricultura 1888"

## Na mídia
O documentário Cuitá, a pedra do Bendegó (2002) trata sobre a interpretação mística que a população sertaneja da Bahia atribui ainda hoje à retirada do meteorito Bendegó de seu lugar de origem.